# Timothy Morehouse
Timothy Frank „Tim“ Morehouse (* 29. Juli 1978 in New York City) ist ein ehemaliger US-amerikanischer Säbelfechter.

## Erfolge
Timothy Morehouse gewann 2011 in Guadalajara mit der Mannschaft die Goldmedaille bei den Panamerikanischen Spielen. Im Einzel sicherte er sich zudem Silber. Bei Panamerikameisterschaften gewann er sechsmal in Folge den Titel mit der Mannschaft: 2007 in Montreal, 2008 in Querétaro, 2009 in San Salvador, 2010 in San José, 2011 in Reno und 2012 in Cancún. Im Einzel wurde er 2007 und 2008 jeweils Vizepanamerikameister. Zweimal nahm Morehouse an Olympischen Spielen teil: 2008 erreichte er in Peking mit der Mannschaft nach Siegen über Ungarn und Russland das Gefecht um die Goldmedaille, in dem die US-amerikanische Equipe Frankreich mit 37:45 unterlag. Gemeinsam mit James Williams, Jason Rogers und Keeth Smart erhielt er somit die Silbermedaille. Im Einzel belegte er nach einer Auftaktniederlage gegen Boris Sanson den 22. Rang. Bei den Olympischen Spielen 2012 in London schied er im Viertelfinale des Einzels gegen Diego Occhiuzzi aus und erreichte Rang acht. Mit der Mannschaft wurde er ebenfalls Achter und damit Letzter.
Morehouse schloss 2000 ein Bachelorstudium an der Brandeis University im Hauptfach Geschichte ab, für die er auch im College Sport im Fechten aktiv war. 2003 machte er einen Masterstudium an der Pace University in Pädagogik.